# Eleocharis gracilis
Eleocharis gracilis là loài thực vật có hoa trong họ Cói. Loài này được R.Br. mô tả khoa học đầu tiên năm 1810.

## Hình ảnh

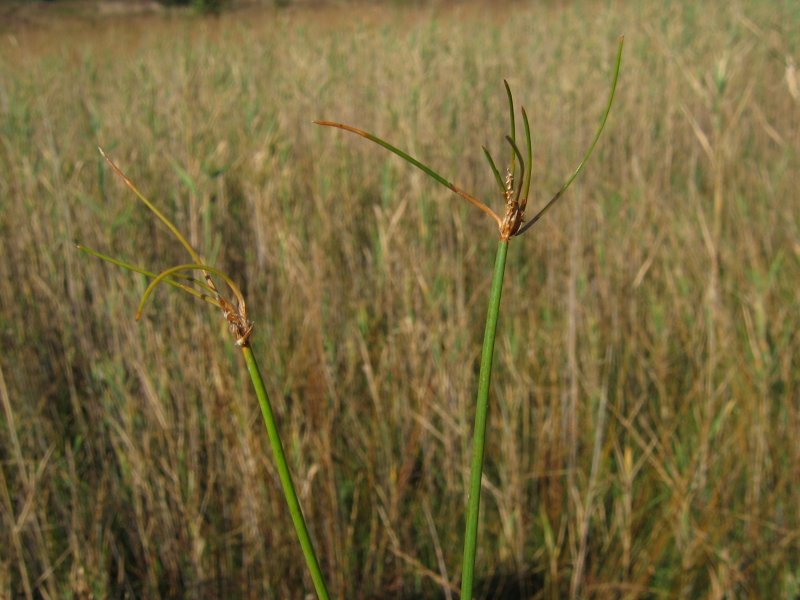